# 日本ゴールドディスク大賞
日本ゴールドディスク大賞（にほんゴールドディスクたいしょう）は、日本レコード協会主催の音楽賞である。

## 概要
1年間のCD、音楽映像作品、有料音楽配信などの売上実績に基づいて決定する賞。対象期間中の正味売上金額合計が最も多いアーティストに贈られる「アーティスト・オブ・ザ・イヤー」が大賞にあたる。
1987年3月に第1回授賞式が赤坂プリンスホテルにて開催された。

## 選考

### 選考基準
ゴールドディスク大賞の選考基準は「CD、ビデオ等の正味売上実績（総出荷数から返品数を差し引いたもの）と有料音楽配信の売上実績」としている。
第20回からビデオの売上が、第22回から音楽配信の売上が「アーティスト・オブ・ザ・イヤー」に含まれるようになった。

### 対象期間
対象期間は第1回(1987)から第13回(1999)までは前年の1月21日から1年間となっていたが第14回(2000)は11日間延長されている。また第15回(2001)から第17回(2003)までは前年の2月1日から1年間となっていたが、第18回では前年の1月1日から12月31日までと改められた。そのため、第17回での受賞作品は第18回の対象期間中に発売されたものであっても受賞対象とはなっていない（※第17回と第18回の重複期間である2003年1月1日から1月31日に発売された作品）。その後も1年間の対象期間は第25回(2011)に10ヶ月間に短縮され、第26回(2012)、第27回(2013)は前々年の11月1日から1年間(12ヶ月間)と改められた。しかし第28回(2014)に14か月間とし、第29回(2015)からは再び前年1月1日から1年間の集計に改められた。
このように対象期間と受賞年が一致していないため注意が必要である。(例えば第28回(2014)受賞作品は2014年にヒットしたのではなく、実際にヒットしたのは2012年11月から2013年となる)

#### 対象期間一覧
第21回以降ゴールドディスク大賞公式HP記載による。
- 第1回(1987) - 第13回(1999) 前年1月21日 - 1月20日[3]
- 第14回(2000) 前年1月21日 - 1月31日[4]
- 第15回(2001) - 第17回(2003) 前年2月1日 - 1月31日[5][6][7]
- 第18回(2004) - 第24回(2010) 前年1月1日 - 前年12月31日[8][9][10]
- 第25回(2011) 前年1月1日 - 10月31日
- 第26回(2012) - 第27回(2013) 前々年11月1日 - 前年10月31日
- 第28回(2014) 前々年11月1日 - 前年12月31日
- 第29回(2015) -  前年1月1日 - 前年12月31日

## 各賞
- アーティスト・オブ・ザ・イヤー（第1回 - 第4回は「The Grand Prix Artist of the Year」、第5回 - 第11回は「日本ゴールドディスク大賞」）
この賞が最高賞に当たる。
第12回・13回は、音楽業界関係者からの投票により決定された。
- ニュー・アーティスト・オブ・ザ・イヤー（第1回 - 第4回は「The Grand Prix New Artist of the Year」、第5回 - 第11回は「グランプリ・ニューアーティスト賞」）
この賞はこの大会の最優秀新人賞に当たる。

| 邦楽                                   | 邦楽                                  | 邦楽                                  | 邦楽 |
| The Grand Prix New Artist of the Year  | The Grand Prix New Artist of the Year | The Grand Prix New Artist of the Year | The Grand Prix New Artist of the Year                                                                                                |
| 回                                     | 開催年                                | 対象年                                | アーティスト |
| -------------------------------------- | ------------------------------------- | ------------------------------------- | --- |
| 1                                      | 1987年                                | 1986年                                | 少年隊 |
| 2                                      | 1988年                                | 1987年                                | 光GENJI |
| 3                                      | 1989年                                | 1988年                                | 男闘呼組 |
| 4                                      | 1990年                                | 1989年                                | X JAPAN |
| グランプリ・ニューアーティスト賞       |                                       |                                       | |
| 回                                     | 開催年                                | 対象年                                | アーティスト |
| 5                                      | 1991年                                | 1990年                                | たま |
| 6                                      | 1992年                                | 1991年                                | Mi-ke |
| 7                                      | 1993年                                | 1992年                                | 小野正利 |
| 8                                      | 1994年                                | 1993年                                | trf |
| 9                                      | 1995年                                | 1994年                                | 藤谷美和子 |
| 10                                     | 1996年                                | 1995年                                | MY LITTLE LOVER |
| 11                                     | 1997年                                | 1996年                                | PUFFY |
| ニュー・アーティスト・オブ・ザ・イヤー |                                       |                                       | |
| 回                                     | 開催年                                | 対象年                                | アーティスト |
| 12                                     | 1998年                                | 1997年                                | 小松未歩/反町隆史/DA PUMP/広末涼子/松たか子                                                                                          |
| 13                                     | 1999年                                | 1998年                                | Kiroro/浜崎あゆみ/Misia/モーニング娘。/ゆず                                                                                          |
| 14                                     | 2000年                                | 1999年                                | 小柳ゆき/SNAIL RAMP/太陽とシスコムーン/Tina/bird                                                                                     |
| 15                                     | 2001年                                | 2000年                                | 愛内里菜/花*花/矢井田瞳/RIZE/LOVE PSYCHEDELICO                                                                                       |
| 16                                     | 2002年                                | 2001年                                | w-inds./ZONE/松浦亜弥/コブクロ/中島美嘉/ミシェル・ブランチ                                                                           |
| 17                                     | 2003年                                | 2002年                                | ACIDMAN/orange pekoe/柴矢裕美/元ちとせ/PE'Z YeLLOW Generation/氣志團/day after tomorrow/MINMI                                        |
| 18                                     | 2004年                                | 2003年                                | I WiSH/ASIAN KUNG-FU GENERATION/175R/ORANGE RANGE/SOUL'd OUT 玉置成実/林明日香/HALCALI/FLOW/光永亮太                                 |
| 19                                     | 2005年                                | 2004年                                | 安良城紅/北山たけし/木村カエラ/ジャパハリネット/JINDOU TiA/波田陽区/矢野絢子/リュ・シウォン/Rin’                                     |
| 20                                     | 2006年                                | 2005年                                | 伊藤由奈/岩崎貴文/UVERworld/Mi（エムアイ）/K/高橋瞳/塚地武雅、堤下敦、梶原雄太 DEPAPEPE/トンガリキッズ/HIGH and MIGHTY COLOR/YUI/WaT |
| 21                                     | 2007年                                | 2006年                                | 絢香 |
| 22                                     | 2008年                                | 2007年                                | GReeeeN |
| 23                                     | 2009年                                | 2008年                                | 羞恥心 |
| 24                                     | 2010年                                | 2009年                                | Hilcrhyme |
| 25                                     | 2011年                                | 2010年                                | 少女時代 (音楽グループ) |
| 26                                     | 2012年                                | 2011年                                | Kis-My-Ft2 |
| 27                                     | 2013年                                | 2012年                                | 乃木坂46 |
| 28                                     | 2014年                                | 2013年                                | クリス・ハート |
| 29                                     | 2015年                                | 2014年                                | ジャニーズWEST |
| 30                                     | 2016年                                | 2015年                                | Alexandros |
| 31                                     | 2017年                                | 2016年                                | 欅坂46 |
| 32                                     | 2018年                                | 2017年                                | NGT48 |
| 33                                     | 2019年                                | 2018年                                | King & Prince |
| 34                                     | 2020年                                | 2019年                                | King Gnu |
| 35                                     | 2021年                                | 2020年                                | SixTONES |
| 36                                     | 2022年                                | 2021年                                | 優里 |
| 37                                     | 2023年                                | 2022年                                | OCHA NORMA |
| 38                                     | 2024年                                | 2023年                                | Travis Japan |
| 39                                     | 2025年                                | 2024年                                | Aぇ! group |

- ベスト・演歌／歌謡曲・アーティスト（第20回 - ）
- ベスト・演歌／歌謡曲・ニュー・アーティスト
- シングル・オブ・ザ・イヤー（第1回 - 第4回は「The Grand Prix Single of the Year」、第5回 - 第11回は「グランプリ・シングル賞」、第12回は「ベスト・ソング・オブ・ザ・イヤー」、第13回 - 第19回は「ソング・オブ・ザ・イヤー」）
- ソング・オブ・ザ・イヤー・バイ・ダウンロード（第21回、第25回 - ）

| 邦楽 | 邦楽   | 邦楽   | 邦楽                               | 邦楽             |
| 回   | 開催年 | 対象年 | 楽曲                               | アーティスト     |
| ---- | ------ | ------ | ---------------------------------- | ---------------- |
| 21   | 2007年 | 2006年 | 恋のつぼみ                         | 倖田來未         |
| 25   | 2011年 | 2010年 | 会いたくて 会いたくて              | 西野カナ         |
| 26   | 2012年 | 2011年 | 流星                               | コブクロ         |
| 27   | 2013年 | 2012年 | Love Story                         | 安室奈美恵       |
| 28   | 2014年 | 2013年 | 恋するフォーチュンクッキー         | AKB48            |
| 29   | 2015年 | 2014年 | レット･イット･ゴー～ありのままで～ | 松たか子         |
| 30   | 2016年 | 2015年 | トリセツ                           | 西野カナ         |
| 31   | 2017年 | 2016年 | 恋                                 | 星野源           |
| 32   | 2018年 | 2017年 | 打上花火                           | DAOKO×米津玄師   |
| 33   | 2019年 | 2018年 | Lemon                              | 米津玄師         |
| 34   | 2020年 | 2019年 | 馬と鹿                             | 米津玄師         |
| 35   | 2021年 | 2020年 | I LOVE...                          | Official髭男dism |
| 36   | 2022年 | 2021年 | 怪物                               | YOASOBI          |
| 37   | 2023年 | 2022年 | ミックスナッツ                     | Official髭男dism |
| 38   | 2024年 | 2023年 | アイドル                           | YOASOBI          |
| 39   | 2025年 | 2024年 | Bling-Bang-Bang-Born               | Creepy Nuts      |

- ソング・オブ・ザ・イヤー・バイ・ストリーミング（第35回 - ）

| 邦楽 | 邦楽   | 邦楽   | 邦楽                 | 邦楽             |
| 回   | 開催年 | 対象年 | 楽曲                 | アーティスト     |
| ---- | ------ | ------ | -------------------- | ---------------- |
| 35   | 2021年 | 2020年 | I LOVE...            | Official髭男dism |
| 36   | 2022年 | 2021年 | 怪物                 | YOASOBI          |
| 37   | 2023年 | 2022年 | ミックスナッツ       | Official髭男dism |
| 38   | 2024年 | 2023年 | アイドル             | YOASOBI          |
| 39   | 2025年 | 2024年 | Bling-Bang-Bang-Born | Creepy Nuts      |

- アルバム・オブ・ザ・イヤー（第1回 - 第4回は「The Grand Prix Album of the Year」、第5回 - 第11回は「グランプリ・アルバム賞」）
- 演歌／歌謡曲・アルバム・オブ・ザ・イヤー（第1回 - 第4回は「The Best Album of the Year（演歌部門）」（第2回 - 第4回はグループ・男性ソロ・女性ソロ）、第5回 - 第11回は「アルバム賞（歌謡曲・演歌部門）」（男性・女性））
- クラシック・アルバム・オブ・ザ・イヤー（第1回 - 第4回は「The Best Album of the Year（クラシック部門）」、第5回 - 第11回は「アルバム賞（クラシック部門）」）
- ジャズ・アルバム・オブ・ザ・イヤー（第1回 - 第4回は「The Best Album of the Year（ジャズ・フュージョン部門）」、第5回 - 第11回は「アルバム賞（ジャズ部門）」）
- インストゥルメンタル・アルバム・オブ・ザ・イヤー（第1回 - 第4回は「The Best Album of the Year（インストゥルメンタル部門）」、第5回 - 第11回は「アルバム賞（インストゥルメンタル部門）」）
- サウンドトラック・アルバム・オブ・ザ・イヤー（第?回 - 第11回は「アルバム賞（サウンドトラック部門）」）
- アニメーション・アルバム・オブ・ザ・イヤー（第1回 - 第4回は「The Best Album of the Year（アニメ部門）」、第5回 - 第10回は「アルバム賞（アニメ部門）」、第11回は「アルバム賞（アニメ・学芸部門）」）
- 純邦楽・アルバム・オブ・ザ・イヤー（第1回 - 第4回は「The Best Album of the Year（純邦楽部門）」、第5回 - 第11回は「アルバム賞（純邦楽部門）」）
- 企画・アルバム・オブ・ザ・イヤー（第1回 - 第4回は「The Best Album of the Year（企画部門）」、第5回 - 第10回は「アルバム賞（企画部門）」、第11回は受賞者なし）
- ミュージック・ビデオ・オブ・ザ・イヤー（第5回 - 第11回は「ミュージック・ビデオ賞」）
- 特別賞
- ベスト・エイジアン・アーティスト（第21回 - 第23回、第26回 - ）

過去に存在した賞
- ロック&ポップ・アルバム・オブ・ザ・イヤー（邦楽・洋楽の部）（第17回 - 第19回）
第1回 - 第4回は「The Best Album of the Year」の「ロック・フォーク部門」「ポップス部門」（グループ・男性ソロ・女性ソロ）、第5回 - 第11回は「グランプリ・アルバム賞」の「ロック・フォーク部門」「ポップス部門」（男性・女性））、第12回 - 第16回は「ベスト・ロック・アルバム・オブ・ザ・イヤー」「ベスト・ポップ・アルバム・オブ・ザ・イヤー」が存在した。
- アルバム賞（学芸部門）（第1回 - 第7回）（第1回〜第4回は「The Best Album of the Year（学芸部門）」）
- ソング・オブ・ザ・イヤー（演歌／歌謡曲部門）（第15回 - 第19回）
- シングル・オブ・ザ・イヤー（洋楽部門）（第1回 - 第24回）
- 企画・アルバム・オブ・ザ・イヤー（コンピレーション部門）
- エイジアン・アーティスト
- PC配信ソング・オブ・ザ・イヤー（第22回・第23回）
- 「着うた」ソング・オブ・ザ・イヤー（第22回・第23回）
- 「着うたフル」ソング・オブ・ザ・イヤー（第22回・第23回）
- ソング・オブ・ザ・イヤー（第24回）
楽曲ごとのシングル（フィジカル・シングル）と音楽配信の合算売上によって決定された。第13回 - 第19回の「ソング・オブ・ザ・イヤー」とは位置づけが異なる。

## 歴代アーティスト・オブ・ザ・イヤー受賞者一覧
洋楽アーティストのカタカナ表記・アルファベット表記の不統一は公式サイトにおける表記に基づくもの。
| 回 | 開催年 | 対象年 | 邦楽                 | 洋楽                     |
| -- | ------ | ------ | -------------------- | ------------------------ |
| 1  | 1987年 | 1986年 | 中森明菜             | マドンナ                 |
| 2  | 1988年 | 1987年 | レベッカ             | ザ・ビートルズ           |
| 3  | 1989年 | 1988年 | BOØWY                | ボン・ジョヴィ           |
| 4  | 1990年 | 1989年 | サザンオールスターズ | マドンナ                 |
| 5  | 1991年 | 1990年 | 松任谷由実           | マドンナ                 |
| 6  | 1992年 | 1991年 | CHAGE&ASKA           | ガンズ・アンド・ローゼズ |
| 7  | 1993年 | 1992年 | CHAGE&ASKA           | マドンナ                 |
| 8  | 1994年 | 1993年 | WANDS                | ザ・ビートルズ           |
| 9  | 1995年 | 1994年 | trf                  | マライア・キャリー       |
| 10 | 1996年 | 1995年 | trf                  | マライア・キャリー       |
| 11 | 1997年 | 1996年 | 安室奈美恵           | ミー・アンド・マイ       |
| 12 | 1998年 | 1997年 | GLAY                 | セリーヌ・ディオン       |
| 13 | 1999年 | 1998年 | B'z                  | セリーヌ・ディオン       |
| 14 | 2000年 | 1999年 | 宇多田ヒカル         | セリーヌ・ディオン       |
| 15 | 2001年 | 2000年 | 浜崎あゆみ           | ザ・ビートルズ           |
| 16 | 2002年 | 2001年 | 浜崎あゆみ           | BACKSTREET BOYS          |
| 17 | 2003年 | 2002年 | 宇多田ヒカル         | アヴリル・ラヴィーン     |
| 18 | 2004年 | 2003年 | 浜崎あゆみ           | 女子十二楽坊             |
| 19 | 2005年 | 2004年 | ORANGE RANGE         | QUEEN                    |
| 20 | 2006年 | 2005年 | 倖田來未             | O-ZONE                   |
| 21 | 2007年 | 2006年 | 倖田來未             | ダニエル・パウター       |
| 22 | 2008年 | 2007年 | EXILE                | アヴリル・ラヴィーン     |
| 23 | 2009年 | 2008年 | EXILE                | マドンナ                 |
| 24 | 2010年 | 2009年 | 嵐                   | ザ・ビートルズ           |
| 25 | 2011年 | 2010年 | 嵐                   | レディー・ガガ           |
| 26 | 2012年 | 2011年 | AKB48                | レディー・ガガ           |
| 27 | 2013年 | 2012年 | AKB48                | シェネル                 |
| 28 | 2014年 | 2013年 | AKB48                | ONE DIRECTION            |
| 29 | 2015年 | 2014年 | 嵐                   | ワン・ダイレクション     |
| 30 | 2016年 | 2015年 | 嵐                   | ザ・ビートルズ           |
| 31 | 2017年 | 2016年 | 嵐                   | アリアナ・グランデ       |
| 32 | 2018年 | 2017年 | 安室奈美恵           | ザ・ビートルズ           |
| 33 | 2019年 | 2018年 | 安室奈美恵           | クイーン                 |
| 34 | 2020年 | 2019年 | 嵐                   | クイーン                 |
| 35 | 2021年 | 2020年 | 嵐                   | クイーン                 |
| 36 | 2022年 | 2021年 | Snow Man             | ザ・ビートルズ           |
| 37 | 2023年 | 2022年 | Snow Man             | ザ・ビートルズ           |
| 38 | 2024年 | 2023年 | Snow Man             | ザ・ビートルズ           |
| 39 | 2025年 | 2024年 | Mrs. GREEN APPLE     | テイラー・スウィフト     |

## 賞の統計
1987年初回 - 2022年現在
| 順位 | アーティスト         | 受賞回数 |
| ---- | -------------------- | -------- |
| 1    | AKB48                | 67       |
| 2    | 嵐                   | 55       |
| 3    | 宇多田ヒカル         | 39       |
| 4    | B'z                  | 36       |
| 4    | Mr.Children          | 36       |
| 5    | EXILE                | 32       |
| 6    | DREAMS COME TRUE     | 19       |
| 7    | サザンオールスターズ | 17       |
| 7    | 浜崎あゆみ           | 17       |
| 7    | 乃木坂46             | 17       |
| 8    | 安室奈美恵           | 16       |
| 9    | GLAY                 | 14       |

## 授賞式の放送
第1回はテレビ中継はなく、テレビ中継は1990年に日本テレビ系列の『土曜スーパースペシャル』で生中継で放送されたのが最初である。
NHK総合テレビで中継されるようになったのは翌年の1991年からで、さらにその翌年の1992年からはNHKホールでの公開放送となる。のちに衛星第2テレビ（BS2）でも放送されるようになった。BS2で生中継されるようになり、総合テレビでの放送が再編集の中継録画となる。また、BS2での放送も2003年度からは当日中継録画に変更された。それまではニュース7が衛星第1テレビ（BS1）に差し替えて放送されていた。
創設20回目の節目を迎えた2006年は3月9日（木曜日）19:00よりNHKホールで行われ、その模様は衛星第2テレビで生中継された（19:30 - 21:30）。総合テレビでも録画放送されたが、本来3月17日（金曜日）の放送予定が、法律上最優先される国会中継（第164回国会・衆議院総務委員会 平成18年度NHK事業予算審議）の録画中継（23:00 - 3月18日4:00）が決まったため、3月23日（木曜日）（24:15 - 25:25。3月24日0:15 - 1:25）に延期された。
2006年度（第21回）、2007年度（第22回）、2009年度（第24回）、2010年度（第25回）は都内ホテルで受賞記者会見を行う形で、一般客の観覧はもとよりアーティストのライブパフォーマンスやテレビ中継も行われず、翌日の各局ワイドショーで記者会見の模様をニュース映像として放送するかたちに留まった。
2008年度（第23回）は2009年3月2日に東京国際フォーラムホールCで開催され、その模様はTOKYO FMが生放送、WOWOWが3月10日に放送した。
2011年度（第26回）は2012年1月27日にニコファーレで開催され、その模様はBSスカパー!が3月2日22:00 - 23:00にダイジェスト放送した。
2012年度（第27回）以降は受賞記者会見も廃止され、主催者側で編集した受賞者のコメントを動画で流すかたちに留まり、2014年度（第29回）以降はそれらも事実上行われていない。
司会（NHK放送時）
- 堺正章（1992-1993年）
- 西田ひかる（1992、1996-1999年）
- 赤坂泰彦（1994-2005年）
- つみきみほ（1994年）※朝ドラ・かりん出演
- 大桃美代子（1995年）※クイズ日本人の質問出演
- 柘植恵水（2000年）※ポップジャム司会
- 久保純子（2001、2003年）※ポップジャム司会
- 小野文惠（2002年）
- 髙田万由子（2004-2005年）

## CD
- THE JAPAN GOLD DISC AWARD 2002（2002年、東芝EMI、TOCT-24751）
2002年の第16回受賞作品の中から11曲を収録。
- 31HITS 〜THE GOLD DISC AWARD 2003〜（2003年、avex trax、AVCD-17297〜17298）
2003年の第17回受賞作品の中から31曲を収録。
- THE JAPAN GOLD DISC AWARD 2004（2004年、ソニー・ミュージックダイレクト、MHCL-358〜359）
2004年の第18回受賞作品の中から23曲を収録。
- THE JAPAN GOLD DISC AWARD 2005（2005年、ユニバーサルJ、UPCH-9172）
2005年の第19回受賞作品の中から16曲を収録。
- THE JAPAN GOLD DISC AWARD 2006（2006年、BMG JAPAN、BVCR-15004）
2006年の第20回受賞作品の中から13曲を収録。